# صید نهنگ

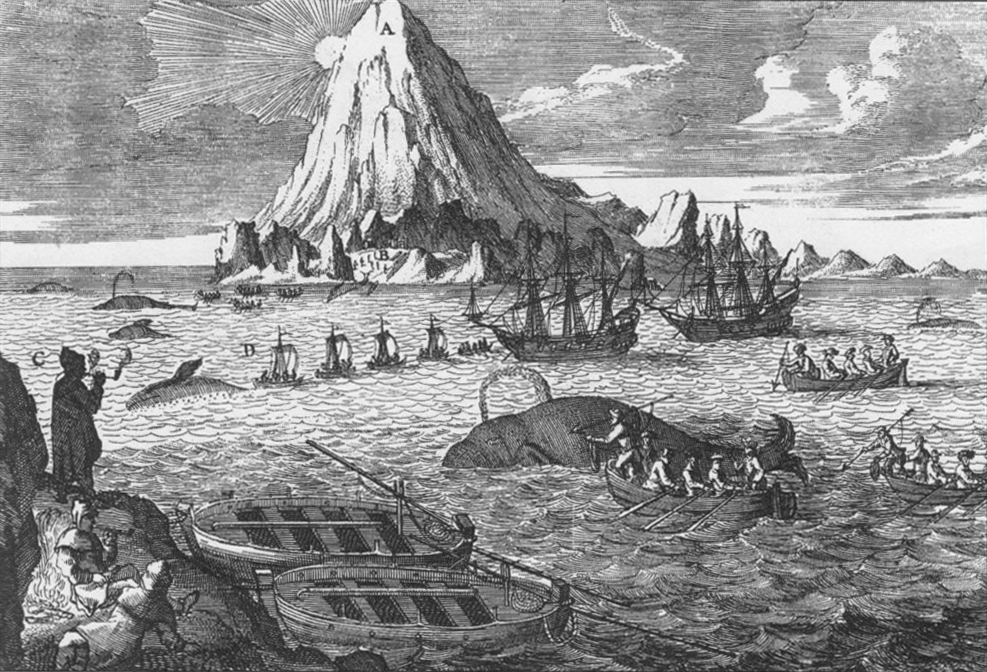
چوب‌نگاره‌ای از سده هجدهم میلادی که شکارچیان هلندی را در حال شکار نهنگ قطبی در شمالگان به تصویر می‌کشد.

شکار نهنگ فعالیتی شکاری است که برای بهره‌گیری از گوشت و روغن نهنگ‌ها انجام می‌شود.

## تاریخچه
نخستین روش‌های شکار نهنگ به ۳۰۰۰ سال پیش بر می‌گردند. بسیاری از جوامع نزدیک دریا در گذشته و اکنون اقدام به شکار نهنگ یا بهره‌گیری از لاشه نهنگ‌های برکنار ساحل افتاده می‌کرده‌اند. روش‌های صنعتی شکار نهنگ اما در سده ۱۷ میلادی شکل گرفتند و ملت‌های گوناگون در سده‌های ۱۸ و ۱۹ در این زمینه با هم به رقابت می‌پرداختند.
با پیشرفت فناوری و تقاضای بیشتر برای شکار نهنگ، منابع طبیعی باقی‌مانده توانایی خود برای بقا در برابر تقاضای موجود را از دست دادند. در پایان دهه ۱۹۳۰، بیش از ۵۰٬۰۰۰ نهنگ هر ساله کشته می‌شدند و در میانه سده بیستم ذخایر نهنگ موجود دیگر پر نمی‌شدند. در ۱۹۸۶، انجمن بین‌المللی شکار نهنگ (IWC) هر گونه شکار نهنگ را ممنوع اعلام کرد تا ذخایر موجود بتوانند جمعیت خود را بالا برند.
با آنکه ممنوعیت شکار نهنگ باعث شد که این جانوران به دلیل شکار بی‌رویه از خطر انقراض رهایی پیدا کنند، شکار نهنگ در سال‌های اخیر محل بحث بسیار بوده است. کشورهای پشتیبان شکار نهنگ، همچون ژاپن، خواهان آن هستند که ممنوعیت اعمال شده از روی بعضی ذخایری که به باور آن‌ها به حد جمعیتی مناسبی رسیده‌اند، برداشته شود تا بتوان به شکار پرداخت. کشورهای مخالف و گروه‌های پشتیبان محیط‌زیست اما بر این باورند که نهنگ‌ها در وضعیت آسیب‌پذیر هستند و شکار نهنگ کاری غیراخلاقی است که باید متوقف شود.

## مخالفت‌ها
کنشگران محیط‌زیست و حقوق جانوران همواره با روش‌های گوناگون به شکار نهنگ توسط کشتی‌های تجاری اعتراض کرده‌اند. اغلب این اعتراض‌ها توسط گروه‌هایی چون صلح سبز برپا می‌شوند. کنشگران با قایق‌هایی که برشان شعارهای محیط‌زیستی نصب شده است به سوی کشتی‌های شکار نهنگ می‌روند یا جلوی راه آن‌ها در دریا را می‌گیرند یا اجازه شکار نهنگ‌ها توسط شلیک مستقیم نیزه به سویشان را از کشتی‌های تجاری سلب می‌کنند. کشتی‌های شکار نیز با پرتاب آب از تفنگ‌های آب‌پاش به سوی قایق‌های کنشگران اقدام به تلافی می‌کنند.